# Chen Sung
Chen 'Soekie' Sung (Peking, 17 april 1965) is een Chinees-Nederlandse tafeltennisser. Hij werd in 1997 (met Danny Heister) en 1998 (met Gerard Bakker jr.) Nederlands kampioen dubbelspel. Hij bereikte de finale van het enkelspel in 1996, maar verloor daarin van Trinko Keen. Sung speelt als veertiger nog steeds voor PW Diest in de Belgische Superliga.
Sung, die de bijnaam 'Soekie' draagt, speelde eerder competitie voor onder meer TTV Avanti en Re/Max Hendrix in de Nederlandse eredivisie. De rechtshandige penhouder droeg 74 keer het shirt van het Nederlandse nationale team, waarmee hij onder meer uitkwam op het wereldkampioenschap van 1995. Hij bedankte op zijn 35e voor Oranje.